# Valgus hemipterus
Espèce
Valgus hemipterus, la Cétoine punaise ou Mini cétoine, est une espèce d'insectes coléoptères de la famille des Scarabaeidae.

## Taxonomie
Anciennement elle appartenait à la sous-famille des Valginae. Dans les classifications récentes, elle est de la sous-famille des Cetoniinae et de la tribu des Valgini.

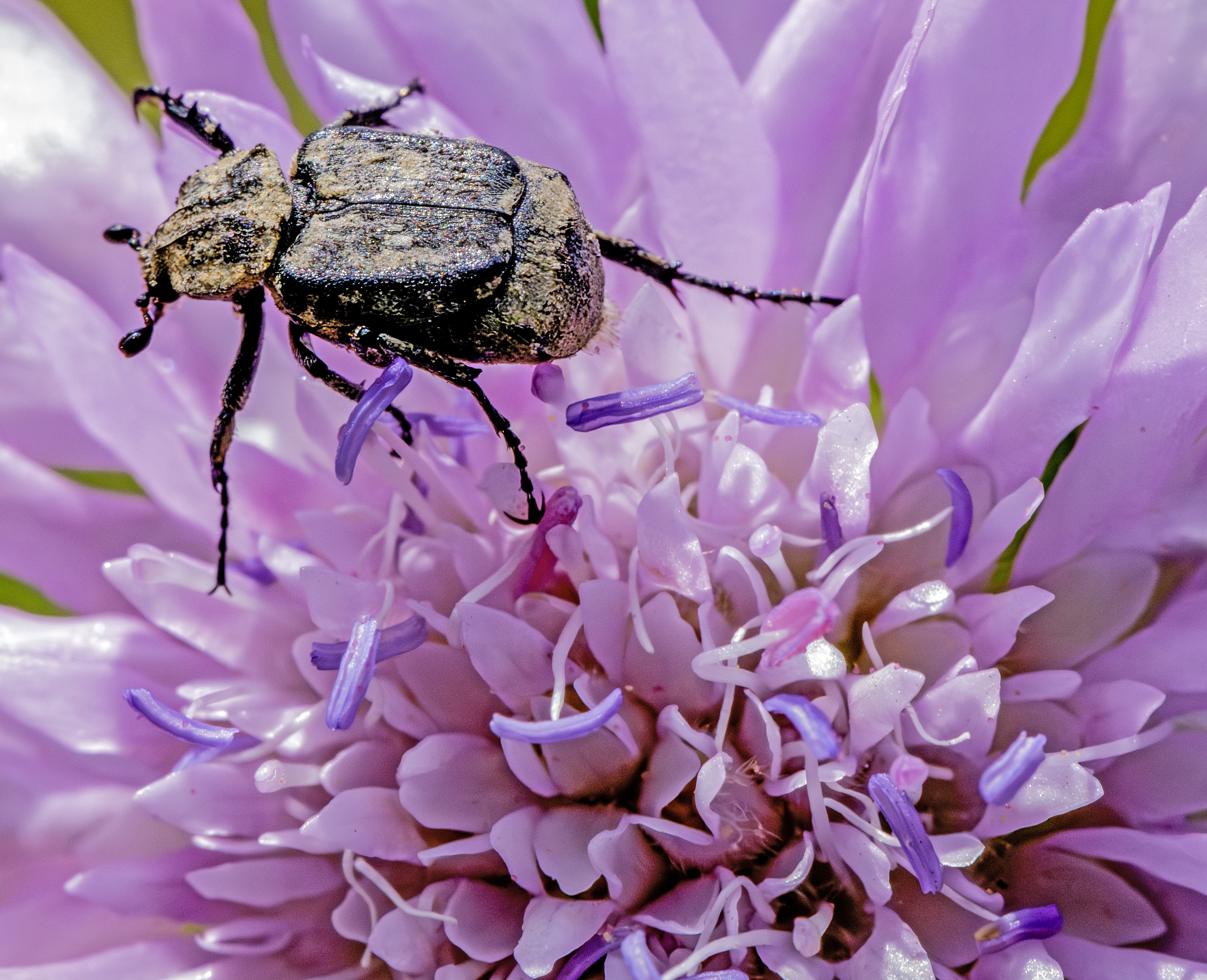
Sur une Knautie des champs MHNT
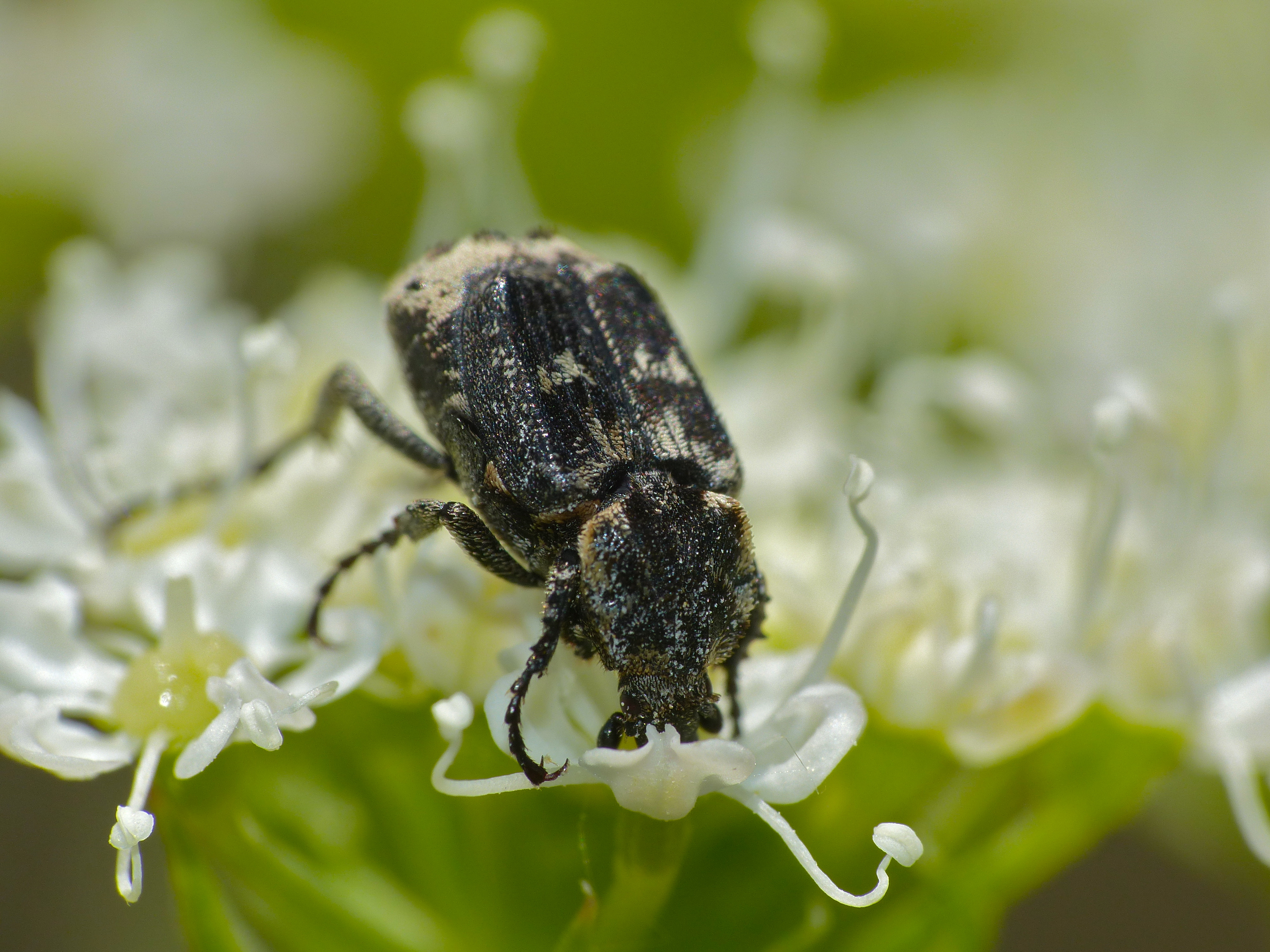
Valgus hemipterus